# Bildmuseet
A Bildmuseet (Képmúzeum) nevű kortárs művészeti múzeum a svédországi Umeå központjában, az Ume-folyó partjánál található. Tervező: Henning Larsen.

## Története
A múzeumot 1981-ben alapította az Umeåi Egyetem. A svéd és nemzetközi kortárs művészet mellett bemutatja a vizuális kultúra, design és építészet alkotásait is. A kiállítási programmal összefüggésben előadásokat, vetítéseket, koncerteket, előadásokat és workshopokat is szervez.
2012 tavaszán a múzeum új épületbe költözött az Umeå Arts Campus területén. A dán Henning Larsen Architects építésziroda által tervezett új hétszintes épület 2012. május 19-én nyílt meg a közönség előtt.

## Fordítás
- Ez a szócikk részben vagy egészben  a   Bildmuseet című angol Wikipédia-szócikk ezen változatának fordításán alapul.  Az eredeti cikk szerkesztőit annak laptörténete sorolja fel. Ez a jelzés csupán a megfogalmazás eredetét és a szerzői jogokat jelzi, nem szolgál a cikkben szereplő információk forrásmegjelöléseként.